# Brian Ochoiski
Brian Ochoiski, född 22 januari 1999 i Saint-Avold, är en fransk snookerspelare.